# 尤爾拉區
59°22′37″N 54°08′13″E / 59.377°N 54.137°E
尤爾拉區（俄语：Юрлинский район），是俄羅斯的一個區，位於該國中西部，由彼爾姆邊疆區負責管轄，始建於1924年1月7日，面積3,831平方公里，2010年人口9,609，人口密度每平方公里2.51人。